# Ángel Etcheverry
Ángel Etcheverry es una localidad argentina perteneciente al partido de La Plata, en la provincia de Buenos Aires. Está ubicada 16 km al sudeste del centro de la capital del partido, de la ciudad de La Plata. Está conectada con dicha ciudad gracias a la Ruta Provincial 215, y con Buenos Aires mediante la Ruta Provincial 2.

## Población
Tenía una población de 2929 habitantes (Indec, 2001).

## Toponimia
El nombre del lugar recuerda al ingeniero D. Ángel Etcheverry, ministro de Obras Públicas durante la gobernación de Marcelino Ugarte.

## Historia
Forma parte del conjunto de la zona que se desarrolló en la línea del entonces Ferrocarril Provincial de Buenos Aires (FCPBA), luego Ferrocarril Nacional General Belgrano, que comunicaba La Plata (Meridiano V) con Mira Pampa, Azul y Olavarría; y a la Compañía General de Ferrocarriles en la Provincia de Buenos Aires (CGBA), que comunicaba al Puerto La Plata con González Catán.

## Sismicidad
La región responde a las subfallas «del río Paraná», y «del río de la Plata», y a la falla de «Punta del Este», con sismicidad baja; y su última expresión se produjo el 30 de noviembre de 2018 (6 años), a las 10:27 UTC-3, con una magnitud de 3,8 en la escala de Richter.
La Defensa Civil municipal debe advertir sobre escuchar y obedecer acerca de 
Área de
- Tormentas severas, algo periódicas
- Baja sismicidad, con silencio sísmico de 6 años